# Hermann Schmidt (Komponist)
Hermann Schmidt (* 5. März 1810 in Berlin; † 19. Oktober 1845 ebenda) war ein königlich preußischer Hofkomponist, Ballettdirigent und Flötist. Seine Musik ist heute kaum mehr bekannt.

## Leben
Schmidt wurde als Sohn eines preußischen Feld- und Reisepostmeisters des Königs geboren. Er erhielt Flötenunterricht bei Johann Wilhelm Gabrielski (1791–1846) und studierte Komposition bei Karl Böhmer. Bereits als 14-Jähriger trat er in Konzerten als Flötist auf. Am 1. Februar 1831 wurde er als Flötist zum königlichen Kammermusikus ernannt und in die königliche Kapelle aufgenommen. 1835 wurde er der Musiklehrer der Prinzessin Marianne von Preußen.
Schmidt komponierte zahlreiche Ballettmusiken für die Berliner Hofoper. Dort schrieb er Musik vor allem für die die Choreografien von François Michel Hoguet (1793–1871) und Paul Taglioni (1808–1884). Seine Kompositionen, hauptsächlich Ballette, fanden allgemeinen Anklang, so dass er 1837 das Prädikat eines Hofkomponisten erhielt und 1838 zum Ballettdirigenten ernannt wurde.
Neben 23 Balletten schrieb er eine Vielzahl von Entr'acts und mehrere kleine Singspiele (Die verhängnissvolle Omelette, Ein Stündchen im Bade u. a.).

## Werke (Auswahl)
- 1836 Ein Stündchen im Bade (komische Opern)
- 1852 Die Doppelflucht (komische Opern)
- 72 Zwischenaktsmusiken für Orchester
- 3 Sinfonien für Orchester
- 3 Streichquartette
- 1 Streichquintett
- Concerte, Duos und Trios für Flöte
- Lieder und Gesänge für eine und mehrere Stimmen
- 23 Ballette (siehe Liste)

## Ballette (Auswahl)
- 1835 Der Schweizersoldat oder Der Soldat aus Liebe (Militärisches Ballett in 1 Akt, Choreografie: François Michel Hoguet), Berlin [ca. 1835]
- 1836 Der Marquis von Carabas oder Der gestiefelte Kater (Ch: F. M. Hoguet), Berlin 1836
- 1835 Amors Triumph (Anacreontisches Divertissement, Ch: Paul Taglioni), UA: Berlin, 7. Januar 1835
- 1836 Der Mutter Namenstag oder Der geprellte Alkade (Ch: F. M. Hoguet), Berlin 1836
- 1836 Der arme Fischer (Divertissement in 1 Akt, Ch: Paul Taglioni), UA: Berlin, 28. März 1835
- 1836 Das Rosenmädchen / La fille de roses (Divertissement, Ch: Paul Taglioni), UA: Berlin, 11. Februar 1836
- 1836 Undine, die Wassernymphe (Ballett in 3 Akten, Ch: Paul Taglioni), UA: Berlin, 24. Oktober 1836
- 1837 Arsène (Ballett in 1 Akt nach dem Ballett „Die neue Amazone“ von Filippo Taglioni, Ch: Paul Taglioni), UA: Berlin, 30. September 1837
- 1837 Robinson (Ch: F. M. Hoguet), Berlin
- 1838 Die Feen (Ch: F. M. Hoguet), Berlin
- 1838 Das Jubiläum (Militärisches Gemälde in 1 Akt; Ch: F. M. Hoguet), Berlin
- 1840 Liebeshändel (Ch: Paul Taglioni), UA: Berlin, 2. Januar 1840
- 1841 Robert und Bertrand (Pantomimisches Ballet in 2 Akten; (Ch: F. M. Hoguet)), Berlin
- 1842 Die Danaïden (Großes pantomimisches Ballet in 2 Akten; (Ch: F. M. Hoguet)), Berlin
- 1845 Der Schutzgeist (Ch: Paul Taglioni), UA: Berlin, 19. April 1845
- 1852 Der Schweizersoldat (Militärisches Ballett in 1 Akt; (Ch: F. M. Hoguet)), Textbuch: Königsberg 1852